# 小行星9575
小行星9575（英語：9575）是一颗围绕太阳公转的小行星。1989年1月29日，安東寧·姆爾科斯在克列特发现了此天体。
这颗小行星的绝对星等为28.75009等。